# Pseudoblothrus ljovuschkini
Pseudoblothrus ljovuschkini es una especie de arácnido del orden Pseudoscorpionida de la familia Syarinidae.

## Distribución geográfica
Se encuentra en Rusia.